# Ильин, Борис Фёдорович
Бори́с Фёдорович Ильи́н (1901—1979) — советский российский театральный актёр. Народный артист СССР (1956).

## Биография
Родился 8 (21) апреля 1901 года в Саратове в многодетной семье кустаря.
В 15 лет из-за тяжелого материального положения семьи был вынужден оставить учёбу и начать работать на железной дороге. Окончил реальное училище, сдав экзамены экстерном.
В 1918 году вместе с товарищами организовал любительскую драматическую студию: молодые люди изучали систему Станиславского и ставили время от времени спектакли. На одном из спектаклей на способности Б. Ильина обратила внимание известная актриса М. И. Велизарий и пригласила его в свою театральную студию.
В конце 1918 года вступил добровольцем в Красную Армию. Принимал участие в работе красноармейского самодеятельного театра в качестве режиссёра и актёра.
В 1919—1920 годах учился в театральной школе актрисы М. И. Велизарий, затем на Высших государственных мастерских театрального искусства (ныне Театральный институт Саратовской государственной консерватории имени Собинова). Одновременно был актёром Показательного рабочего театра в Саратове. В 1921 году перешёл в труппу Саратовского театра драмы им. К. Маркса (ныне — имени И. А. Слонова) по приглашению художественного руководителя театра И. А. Ростовцева и служил там до 1925 года.
Затем играл в Сталинградском драматическом театре им. М. Горького, Одесском русском драматическом театра им. А. Иванова (1926—1929), Самарском театре драмы (ныне — имени М. Горького (1929—1931), Бакинском рабочем театре (ныне Азербайджанский государственный русский драматический театр имени Самеда Вургуна) (1930—1935), Кировском областном драматическом театре (ныне — имени С. М. Кирова), Харьковском театре русской драмы (ныне — имени А. С. Пушкина) (1935—1936).
С 1936 года служил в Свердловском театре драмы.
Актёрский диапазон был очень широк: он создавал правдоподобные образы современников и одновременно был убедителен в классике. «Особенно удавались ему образы русских людей, натуры широкие, неуемные, метущиеся, протестующие»
В течение 13 лет (1938—1951) состоял депутатом Свердловского городского совета депутатов трудящихся.
Скончался 30 сентября 1979 года (по другим источникам — 1 октября) в Свердловске. Похоронен на Широкореченском кладбище.

### Семья
Первая жена — Скальская Зинаида Иосифовна (ум. в июле 1947 года). Вторая жена — Шарова-Заспанова, Нина Алексеевна.

## Награды и звания
- Заслуженный артист РСФСР (1941)
- Народный артист РСФСР (1950)
- Народный артист СССР (1956)

## Роли в театре
- 1937 — «Рюи Блаз» В. Гюго — Дон Сезар де Базан
- 1938 — «Царь Фёдор Иоаннович» А. Толстого — Царь Фёдор
- 1944 — «Дядя Ваня» А. Чехова — Войницкий (спектакль был показан в Москве в числе лучших спектаклей Всероссийского конкурса русской классики)
- 1946 — «Сирано де Бержерак» Э. Ростана — Сирано
- 1950 — «Приваловские миллионы» по Д. Мамину-Сибиряку — Привалов
- 1953 — «Сомов и другие» М. Горького — Яропегов
- 1954 — «Вишнёвый сад» А. П. Чехова — Гаев
- 1959 — «Горное гнездо» по Д. Мамину-Сибиряку — Прозоров
- 1963 — «Приваловские миллионы» по Д. Мамину-Сибиряку — Половодов
- «Уриэль Акоста» К. Гуцкова — Уриэль Акоста
- «Горе от ума» А. Грибоедова — Чацкий
- «Маскарад» М. Лермонтова — Арбенин
- «Платон Кречет» А. Корнейчука — Платон Кречет
- «Слава» В. Гусева — Мотыльков
- «Офицер флота» А. Крона — Горбунов
- «Фронт» А. Корнейчука — Огнев
- «Победители» Б. Чирскова — Муравьёв
- «Крылья» А. Корнейчука — Ромодан
- «Кремлёвские куранты» Н. Погодина — В. И. Ленин, Забелин
- «Большевик» Д. Дэля — Я. М. Свердлов
- «Живой труп» Л. Толстого — Протасов
- «Шторм» В. Билль-Белоцерковского — Раевич
- «Человек с ружьём» Н. Погодина — Иван Шадрин
- «Огненный мост» Б. Ромашова — Хомутов
- «Бронепоезд 14-69» В. Иванова — Пеклеванов
- «Разлом» Б. Лавренёва — Годун
- «За тех, кто в море!» Б. Лавренёва — Максимов
- «Дворянское гнездо» по И. Тургеневу — Лаврецкий
- «Униженные и оскорблённые» по Ф. Достоевскому — князь Валковский
- «Павел Греков» Б. Войтехова и Л. Ленча — Павел Греков
- «Враги» М. Горького — Яков Бардин
- «Дворянское гнездо» И. Тургеневу — Лаврецкий
- «Русские люди» К. Симонова — Глоба